# Werin Artaszat
Werin Artaszat – wieś w Armenii, w prowincji Ararat. W 2011 roku liczyła 4334 mieszkańców.